# Romanus Berg
Romanus Berg (* 9. August 1894 in Lebehnke, Kreis Deutsch Krone; † 8. Oktober 1978 in Stade) war ein deutscher Arbeiter und Politiker (KPD).

## Leben
Romanus Berg besuchte nacheinander die Volksschule und die Fortbildungsschule in Oberwiesenthal. Von 1910 bis 1911 unternahm er Seefahrten ins Ausland und arbeitete dann bis zum Beginn des Ersten Weltkriegs 1914 als Werftarbeiter. Berg leistete als Matrose auf der VI. deutschen Torpedobootflottille Kriegsdienst.
Nach Kriegsende arbeitete Berg von 1919 bis 1923 bei der Reichsbahn. In den Jahren 1924 bis 1931 arbeitete er im Baufach. 1919 heiratete Berg und trat in die Kommunistische Partei Deutschlands (KPD) ein. Für die KPD war Berg ab 1929 Stadtverordneter in Schneidemühl. Nach der Reichstagswahl vom 31. Juli 1932 zog er in den Reichstag ein. Dort vertrat er den Wahlkreis 5 (Frankfurt an der Oder).
Nach der Machtübernahme des NS-Regimes wurde Berg am 15. März 1933 verhaftet und anschließend in den Konzentrationslagern Hammerstein bei Schneidemühl (bis zum Juni 1933), Lichtenburg und Esterwegen gefangen gehalten. Nach der Entlassung am 29. September 1934 war Berg als Gelegenheitsarbeiter und als Vorarbeiter im Baugewerbe tätig. Von August 1940 bis August 1944 nahm er am Zweiten Weltkrieg teil; zuletzt als Oberbootsmannsmaat in Nizza.
Nach 1945 lebte Berg in Niedersachsen, wo er sich erneut in der KPD engagierte. Bei der Bundestagswahl 1949 kandidierte er erfolglos im Wahlkreis Stade – Bremervörde.